# هجوم تشاتيسغار 2014
في 11 مارس 2014، قُتل 15 من أفراد الأمن الهنود ومدني بالرصاص في هجوم نفذه الناكساليين.

## الحادث
كانت قوات الشرطة الاحتياطية المركزية والشرطة في طريقهما من قرية تونغبال إلى جيريم غاتي. وبحسب الصحيفة الهندوسية، فقد "شارك الفريقان في تمرين للسيطرة على المنطقة من أجل تطهيرها لتحركات القوات وأيضًا لتوفير الأمن لعمال بناء الطرق"، وأثناء السفر، أحاط بهما مائة رجل وبدأوا في إطلاق النار، مما أسفر عن مقتل 15 من أفراد الأمن ومدني واحد، وجرح ثلاثة. استغرق إطلاق النار أقل من 15 دقيقة وبعدها تمكن المتمردون من نهب الأسلحة والمعدات والذخيرة من الجرحى والقتلى. دقت الشرطة المحلية ناقوس الخطر بشأن نشاط الماويين في المنطقة، لكن العملية الأمنية لم تُلغى.